# الحسن بن خالد الحازمي
الحسن بن خالد الحازمي مجتهد، وسياسي، وقائد عسكري، كان وزير الشريف حمود بن محمد الخيراتي.

## اسمه ونسبه
هو الشريف حسن بن خالد بن عز الدين بن محسن بن عز الدين بن محمد بن موسى بن مقدام بن حواس بن مقدام بن علي بن الهمام بن محمد بن حسن بن حازم بن علي بن عيسى بن حازم بن حمزة بن أحمد بن محمد بن علي بن أحمد بن قاسم بن داود بن إبراهيم بن محمد بن يحيى بن عبد الله الكامل بن الحسن السبط رضي الله عنه بن علي بن أبي طالب رضي الله عنه.

## مولده ونشاته
ولد الحسن بن خالد الحازمي سنة 1188 هـ، بهجرة ضمد من بلاد المخلاف السليماني.
ونشأ الحازمي على حب العلم، وتعلم الفروسية حتى صار معروفا بذلك، وهذا ما أثر في حياته العلمية والعملية وميزها؛ فقد انصرف إلى طلب العلم وعني به اعتناءً بالغاً واجتهد وحصل واعتمد على نفسه وكون بجهوده الذاتية ثقافته العلمية.

## طلبه العلم
اجتهد الحسن بن خالد الحازمي في طلب العلم منذ نعومة أظفاره؛ إذ قرأ القرآن وتعلم مبادئ الكتابة في صغره، ثم التحق بحلقة شيخه العلامة عبد الله بن أحمد الضمدي، عالم الخلاف السليماني ومفتيه حينها، ولازمه ملازمة طويلة، وبه تخرج في جميع الفنون.
قال الشيخ الحسن بن أحمد عاكش: «ولا شيخ له غيره إلا أشياخ قليلون بالإجازات».
وتبحر في علم النحـو والصرف والأصول وصـار المرجع في دقائقها التي حيرت العقـول، واشتغل بعلوم القرآن وبلغ فيها الغاية، وصـرف همته إلى علم الحديث فبـرز على حفاظـه، ولـه بصر بمعرفة الرجال وعلل الحديث.
ولم يرحل العلامة الحازمي إلى خارج المخلاف السليماني في طلب العلم كما هو واضح من سيرته.
وإضافة إلى علمه وفروسيته فقد كان أديباً وشاعراً بليغاً، ومن أشهر قصائده قصيدة (الله أكبر) والتي مطلعها:
اللَّه أكبرُ كلُّ هـمٍّ يـنْجلـي *** عـن قـلـب كلِّ مكبِّر ومهلّلِ

## كتبه ومؤلفاته
- شرح على منظومة عمدة الأحكام للإمام السيد عبد الله بن محمد الأمير رحمه الله.
- شرح على منظومة الشيخ العلامة محمد بن سعيد بن مسفر.
- رسالة في حكم البسملة والإسرار بها.
- قوت القلوب بمنفعة توحيد علام الغيوب.
- جوابات مسائل عديدة ومراجعات بينه وبين علماء زمنه.
- رسالة في وجوب هدم المشاهد والأضرحة والقباب.
- مكاتبات أدبية وأشعار.
- رسالة ذم التقليد.
- تعليقات على الفتح مثبته بالنسخة المخطوطة التي تعود إلى مكتبته.

## وفاته
توفي الحسن بن خالد الحازمي رحمه الله في أوج عطائه وشبابه، بعد معركة قادها ضد جيش محمد علي باشا وانتصر عليهم؛ حيث غُدِرَ به وهو على فرسه، فسقط قتيلا.